# FGFBP3
FGFBP3 (англ. Fibroblast growth factor binding protein 3) – білок, який кодується однойменним геном, розташованим у людей на 10-й хромосомі. Довжина поліпептидного ланцюга білка становить 258 амінокислот, а молекулярна маса — 27 590.
| 10         |  | 20         |  | 30         |  | 40         |  | 50         |
| ---------- |  | ---------- |  | ---------- |  | ---------- |  | ---------- |
| MTPPKLRASL |  | SPSLLLLLSG |  | CLLAAARREK |  | GAASNVAEPV |  | PGPTGGSSGR |
| FLSPEQHACS |  | WQLLLPAPEA |  | AAGSELALRC |  | QSPDGARHQC |  | AYRGHPERCA |
| AYAARRAHFW |  | KQVLGGLRKK |  | RRPCHDPAPL |  | QARLCAGKKG |  | HGAELRLVPR |
| ASPPARPTVA |  | GFAGESKPRA |  | RNRGRTRERA |  | SGPAAGTPPP |  | QSAPPKENPS |
| ERKTNEGKRK |  | AALVPNEERP |  | MGTGPDPDGL |  | DGNAELTETY |  | CAEKWHSLCN |
| FFVNFWNG   |  |            |  |            |  |            |  |            |

A: Аланін

C: Цистеїн

D: Аспарагінова кислота

E: Глутамінова кислота

F: Фенілаланін

G: Гліцин

H: Гістидин

K: Лізин

L: Лейцин

M: Метіонін

N: Аспарагін

P: Пролін

Q: Глутамін

R: Аргінін

S: Серин

T: Треонін

V: Валін

W: Триптофан

Білок має сайт для зв'язування з молекулою гепарину. 
Секретований назовні.